# SM U-79 (1916)
SM U-79 – niemiecki podwodny stawiacz min, dziewiąty okręt typu UE I, zbudowany w stoczni Vulcan w Hamburgu w latach 1915-1916. Zwodowany 9 kwietnia 1916 roku, wszedł do służby w Kaiserliche Marine 25 maja 1916 roku. W czasie swojej służby SM U-79 zatopił 22 statki o łącznej pojemności 34 479 BRT, uszkodził dwa statki o pojemności 7474 BRT), zajął jeden jako pryz 1125 BRT) oraz zatopił jeden okręt (14 300 ton). 

## Budowa
U-79 był dziewiątym z dziesięciu okrętów typu UE I, będącego następcą typu U-66. Był jednokadłubowym okrętem przeznaczonymi do działań oceanicznych, o długości 56,8 metra, wyporności w zanurzeniu 755 ton i o zasięgu 7880 Mm przy prędkości 7 węzłów na powierzchni oraz 83 Mm przy prędkości 4 węzły w zanurzeniu. Załoga składała się z 32 osób: 28 marynarzy i 4 oficerów. Okręt był wyposażony początkowo w działo pokładowe o kalibrze 88 mm, które zostało w 1917 roku wymienione na działo o kalibrze 105 mm. Wewnątrz kadłuba sztywnego okręt przewoził 34 kotwiczne miny morskie, stawiane z dwóch rufowych aparatów minowych o średnicy 100 cm. Każdy z nich mieścił po trzy miny. Po ich otwarciu, masa wody (w sumie 6 ton) musiała być kompensowana zalewaniem dziobowych zbiorników balastowych. Wygospodarowanie miejsca dla min oznaczało również przesunięcie przedziału silnikowego w kierunku dziobu. Uzbrojenie torpedowe to dwie wyrzutnie (dziobowa i rufowa) kalibru 500 mm, typu zewnętrznego, z zapasem 4 torped.

## Służba
Pierwszym dowódcą okrętu został 9 października 1915 roku mianowany Heinrich Jeß. 30 lipca 1916 roku jednostka została przydzielona do I Flotylli. Pierwszym zatopionym przez U-79 statkiem był brytyjski parowiec „Counsellor” (4958 BRT). Statek wszedł na minę 5 mil od latarni morskiej Galley Head w pobliżu Rosscarbery w hrabstwie Cork w Irlandii. Heinrich Jeß dowodził okrętem do 20 lutego 1917 roku. Został zastąpiony przez kapitana Otto Rohrbecka, który dowodził okrętem do 26 października 1917 roku. W tym okresie U-79 zatopił 10 statków o łącznej pojemności 12 276 BRT, uszkodził dwa statki o pojemności 7474 BRT) oraz zatopił jeden okręt (14 300 ton). Tą największą jednostką zatopioną przez U-79 był brytyjski krążownik pancerny HMS „Drake”. Zbudowany w 1903 roku w Pembroke Dock okręt miał wyporność 14 300 ton. 27 października 1917 roku na stanowisko dowódcy okrętu został mianowany kapitan Otto Dröscher. 24 listopada został zastąpiony przez porucznika Karla Thoureta. 15 stycznia 1918 roku U-79 pod dowództwem Thoureta zatopił holenderski parowiec „Westpolder” (749 BRT). Był to ostatni zatopiony przez U-79 statek. 
21 listopada 1918 roku dowodzony wówczas przez kapitana Kurta Slevogta okręt został poddany marynarce francuskiej.